# 二見氏
二見氏（ふたみし）は、日本の氏族の一つ。伊勢や大和、三河、伊豆、相模などに二見の地名はあり、それらに由来する。

## 去川二見家

### 二見家の由緒
二見家の伝存する系図によると、去川二見氏は藤原姓で初代石見守久信は伊勢国二見ヶ浦（現三重県伊勢市）の領主二見太郎次郎7代の孫とある。
伊勢国の国守であった佐々木義秀の家臣、伊勢二見ヶ浦の城主二見石見守久信は、今から約450年前の永禄年間（1558年～1570年）に織田信長に攻められて、零落して薩摩国に下向、そこで島津氏に仕え、蒲生（現：鹿児島県蒲生町）に召し置かれた。この時、伊勢国からは「佐吉」「つ部」「かめ」「まつ」「まん」「せん」「八左衛門」「権七」「仲右衛門」「小松」の10人が家僕として二見氏に従った。その後、石見守久信の時、去川番所創設に際し定番役に仰せ付けられ、去川の地に移住した。
伊勢国から去川に至る経緯については、二見家文書に残る系図と安政2年（1855年）に二見昌福（11代昌純の嫡子）によって記された由緒書きによるものである。由緒書きを記した昌福自身は、語尾に疑問を残した記述をしており、「当家ニ古キものハ大明神の明応之棟札計りに而候」と家系を示す資料のなさを自覚しながら記している。
しかしながら、二見氏は、同じ高岡衆中の籾木氏とともに、特別に藩主に対して正月のお目見えが許された家柄であった。慶長5年（1600年）に島津義弘が関ケ原から帰陣した際、初代石見守久信は、名貫川（現：都農町）まで迎えの馬を送り、籾木家同様、自身が六ツ野原（現：国富町）まで迎えに出張った。そして、この功績が認められ、正月の藩主へのお目見えが許されたと伝えられている。また、去川番所では定番役を二見家だけが務めており、薩摩藩の他の番所に見られる複数の家による交代制は採られていない。

### 去川の関

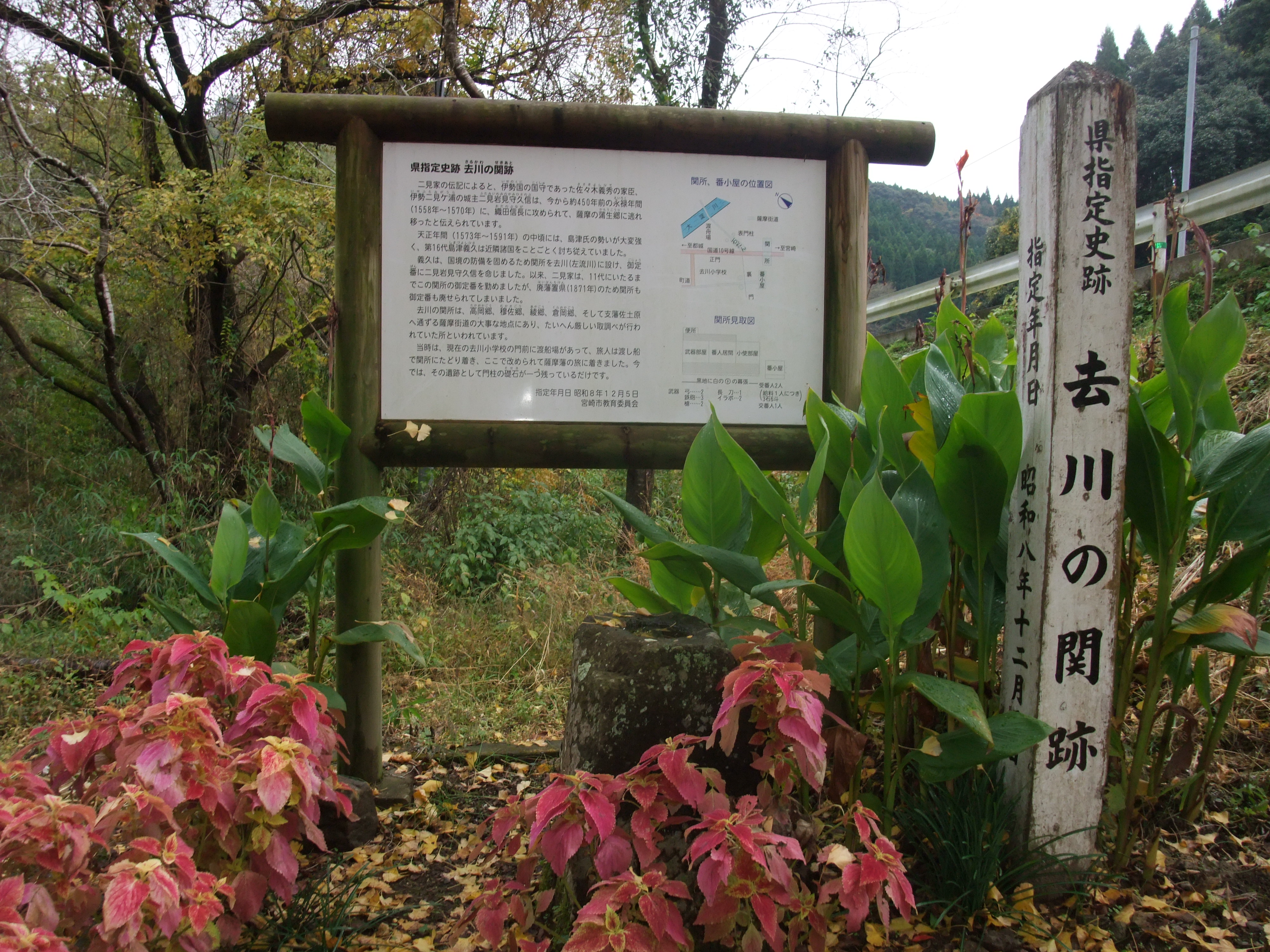
礎石が片方だけ残された去川の関跡

天正年間（1573年～1591年）の中頃には、島津氏の勢いが大変強く、第16代島津義久は、近隣諸国をことごとく討ち従えていた。
義久は、国境の防備を固めるため関所を去川（左流川）に設け、御定番に二見石見守久信に命じた。薩摩藩は、藩境防備のため、「境目番所」と呼ばれる9つの関所を設けていた。去川の関もその一つで、正式には「去川御番所」と呼ばれていた。当時、この2つの関所の外側に位置する高岡・穆佐・綾・倉岡の4ケ郷を「関外四ケ郷」、関所より内側を「内場」と呼び、双方の行き来にも通行手形を必要とした。
去川番所の創設の時期について記す資料はないが、天正5年（1577年）に島津氏がこの地に進出して以降、少なくとも石見守久信が島津義弘を六ツ野原に出迎える慶長5年（1600年）までには創設されていたと考えられる。
石見守久信は、家族家来200人余りと共に日向国去川（現:宮崎県宮崎市高岡町去川）を開拓した。
去川の関所は、高岡郷、穆佐郷、綾郷、倉岡郷、そして支藩佐土原藩へ通ずる薩摩街道の大事な地点にあり、たいへん厳しい取り調べが行われていたと言われている。
日向口から送還される他国人が関外で兵児二才どもに追討の陰殺を受けるしきたりがあったとされ、地元にもそれを物語る様々な言い伝えが残されている。
「薩摩去川の御番所がなけりゃ 連れて行くもの身どもが郷に」これは、高岡に残る俗謡「高岡じょっさい」（宮崎市指定無形文化財）の一節である。追討隠殺の言い伝えとともに、去川番所の厳しさを今に伝えている。
備考ながら、幕末に西郷隆盛と入水自殺を遂げた僧月照は日向送りの刑になっていたが、これは去川の関の外で斬首される運命を示していた。
当時は、現在の去川こども村（旧：去川小学校）の門前に渡し船場があって、旅人は渡し船で関所にたどり着き、ここで改められて薩摩藩の旅に就いた。今では、その遺跡として門柱の礎石が一つ残っているのみとなる。
久信が御定番を命じられて以来、二見休右衛門家と納右衛門家は11代に至るまでこの関所の御定番をつとめたが、明治4年（1871年）の廃藩置県のため関所も御定番も排せられた。

### 旧二見家住宅
二見家住宅の建築様式には、「二棟造り（分棟型）」と呼ばれる南九州の民家の特徴が取り入れられている。右側の棟は「座敷棟（オモテ）」と呼ばれ、来客を迎える接客空間として利用され、左側の棟は「居室棟（ナカエ）」と呼ばれ、二見家の私的な空間として利用された。
二見家住宅は、同家に残された古文書には「去川御仮屋」と記されている。
御仮屋とは、薩摩藩では地頭や領主の詰所の事を言い、同様に二見家住宅が公的な「役所」として位置づけられていたことが窺える。藩主など薩摩街道を通行する上級身分の者が宿泊・休憩する建物としても使用され、嘉永6年（1853年）には藩主島津斉彬、明治4年（1871年）には勅使岩倉具視がこの建物に立ち寄った。
現存する建築の時期は、「平成の大改修」の調査、及び二見家文書の記述によって「座敷棟（オモテ）」が安政2年（1855年）、「居室棟（ナカエ）」が明治28年（1895年）ということが判明した。

### 二見家墓石群
二見家は、初代二見石見守久信以来、11代にいたるまで去川の関の御定番を勤めた。去川には、4代以降、歴代の墓石群が残されている。

### ギャラリー

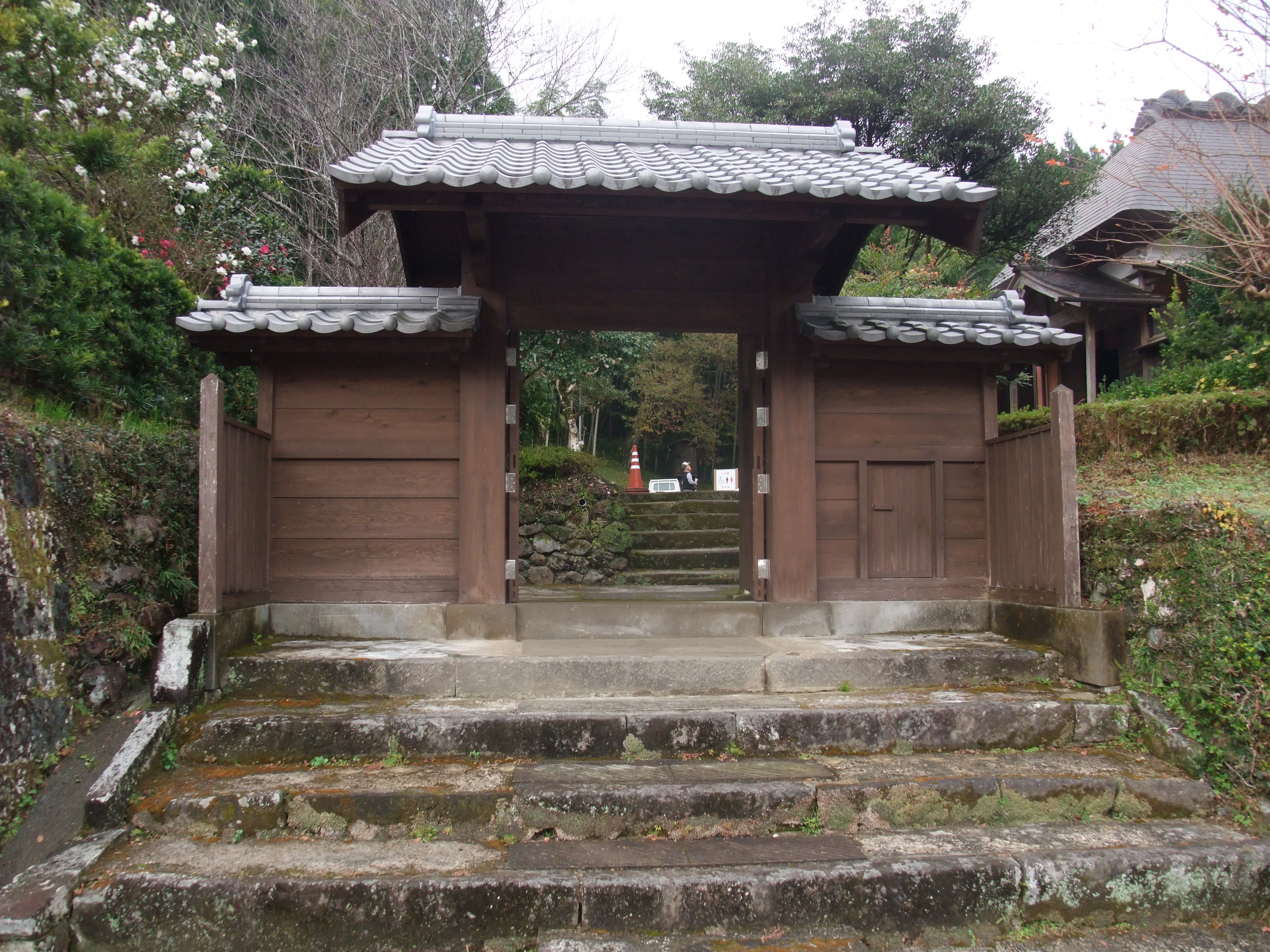
二見家の武家門
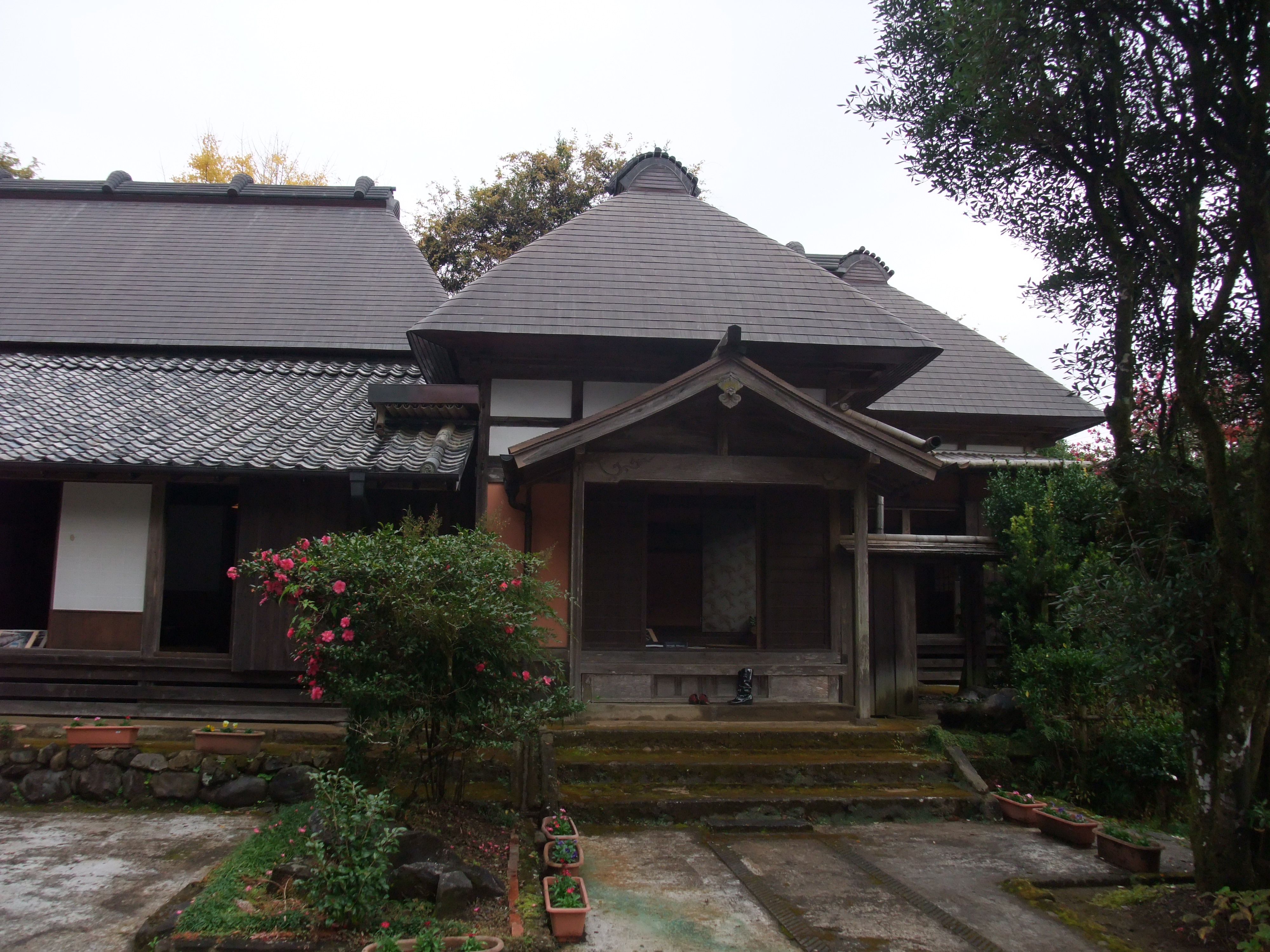
旧二見家住宅
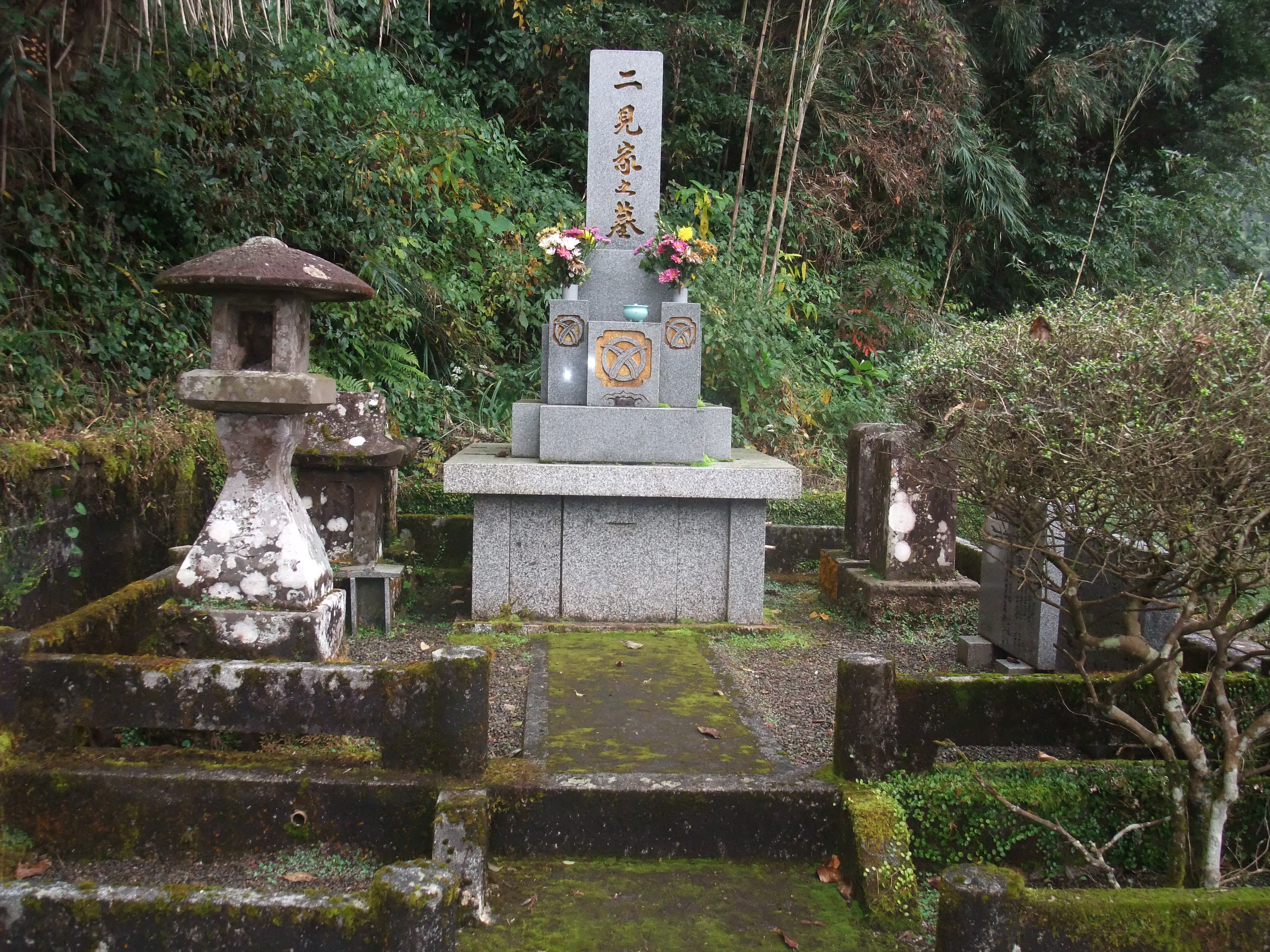
二見家之墓
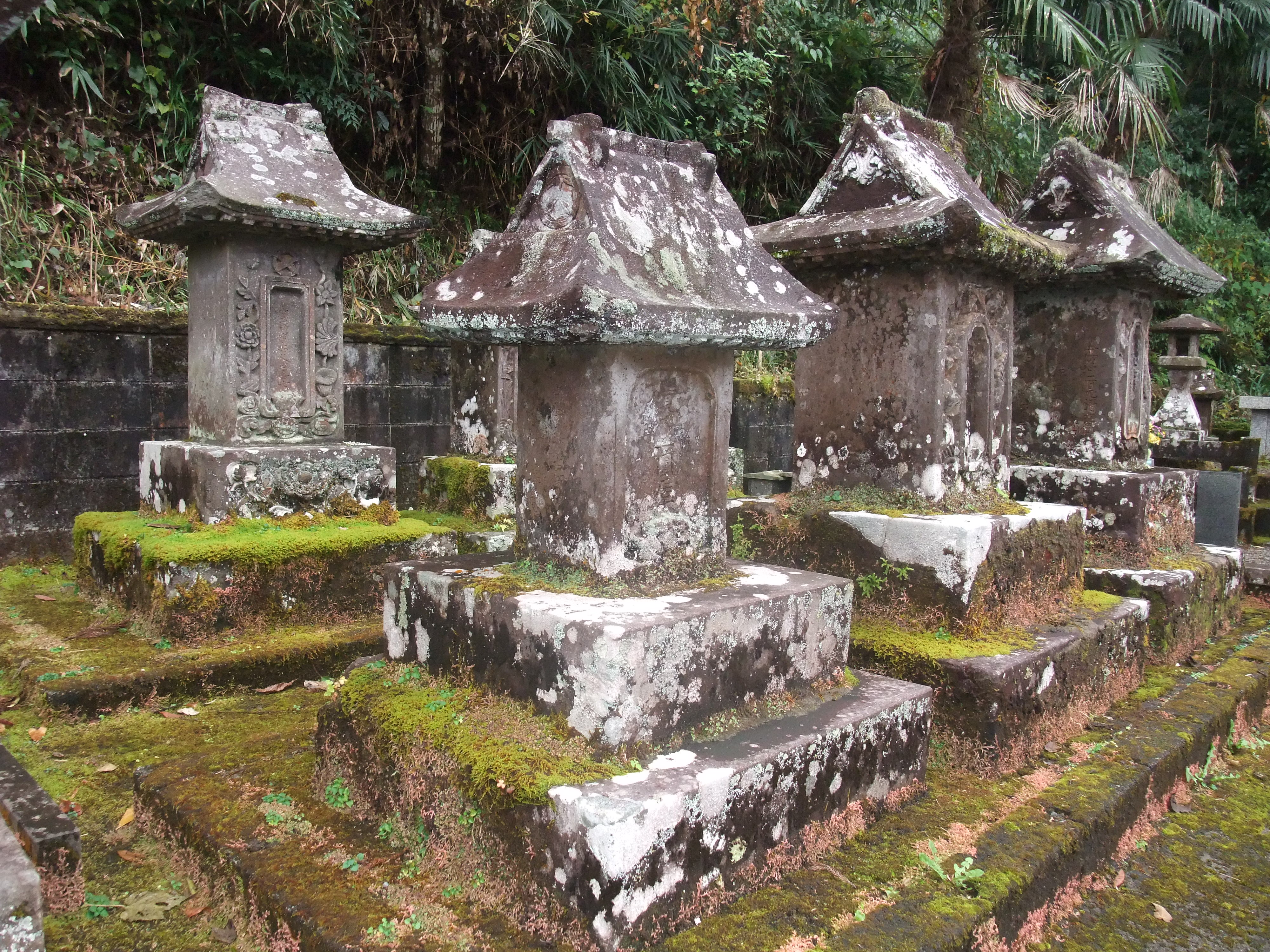
二見家墓石群

## 大和の二見氏
古代氏族として、大和国宇智郡二見に起源を持つ二見首がいた。
その後、中世南北朝時代に入り、同地を拠点とする国人・二見氏が現れる。二見氏は南朝方として活動。その後、宇智郡に影響を及ぼした管領家畠山氏に属し、豊臣氏の宇智郡支配にともない帰農。18世紀後半、後継者不在により家名が途絶えた。

## 藤原姓二見氏
三河国宝飯郡二見邑が起源か。二見信孝が徳川家康に普請役として仕え、その子孫は江戸幕府の旗本となった。

## 武蔵の二見氏
武蔵国入間郡勝楽寺村の氏族。村にある勝楽寺の撞鐘に、延久3年（1071年）の銘で二見相覚妙性の名があり、古くからこの地にいたことが分かる（『新編武蔵風土記稿』）。